# Reçak
Reçak (albanisch auch Reçaku, serbisch Рачак Račak) ist eine Ortschaft im Zentrum Kosovos und gehört zur Gemeinde Shtime.

## Geographie
Reçak ist ein Dorf im zentralen Kosovo, rund einen halben Kilometer südwestlich der Stadt Shtime. Das Dorf liegt am östlichen Rand des in Nord-Süd-Richtung verlaufenden Crnoljeva-Gebirgszuges (auch: Carraleva). Dieser trennt, durchzogen von wenigen Verbindungswegen, die beiden Flachländer Amselfeld (auch: Kosovo oder Kosovo-Polje) und Metochien voneinander.

### Klima
In Reçak herrscht gemäßigtes kontinentales Klima mit einer Jahresdurchschnittstemperatur von 10 °C und einer Jahresniederschlagssumme von knapp 800 mm.
|                        | Jan  | Feb  | Mär  | Apr | Mai  | Jun  | Jul  | Aug  | Sep  | Okt  | Nov | Dez  |   |      |
| Mittl. Temperatur (°C) | −0,9 | 1,3  | 5,6  | 9,8 | 14,3 | 17,8 | 19,8 | 19,8 | 16,5 | 11,2 | 4,9 | 0,6  | ⌀ | 10,1 |
| Mittl. Tagesmax. (°C)  | 2,4  | 5,1  | 10,4 | 15  | 20   | 23,7 | 26,2 | 26,4 | 22,8 | 16,3 | 8,4 | 3,7  | ⌀ | 15,1 |
| Mittl. Tagesmin. (°C)  | −4,1 | −2,5 | 0,9  | 4,6 | 8,7  | 11,9 | 13,5 | 13,3 | 10,3 | 6,1  | 1,4 | −2,4 | ⌀ | 5,2  |
|                        |      |      |      |     |      |      |      |      |      |      |     |      |   |      |
| Niederschlag (mm)      | 64   | 57   | 59   | 63  | 79   | 60   | 52   | 47   | 58   | 69   | 84  | 76   | Σ | 768  |

| −4,1 |

| −2,5 |

| 0,9 |

| 4,6 |

| 8,7 |

| 11,9 |

| 13,5 |

| 13,3 |

| 10,3 |

| 6,1 |

| 1,4 |

| −2,4 |

| −4,1 |

| −2,5 |

| 0,9 |

| 4,6 |

| 8,7 |

| 11,9 |

| 13,5 |

| 13,3 |

| 10,3 |

| 6,1 |

| 1,4 |

| −2,4 |

## Bevölkerung
| Jahr | Einwohner |
| ---- | --------- |
| 1948 | 613       |
| 1953 | 675       |
| 1961 | 865       |
| 1971 | 1092      |
| 1981 | 1464      |
| 1991 | 1766      |
| 2011 | 1638      |

Die Volkszählung aus dem Jahr 2011 ergab für Reçak eine Einwohnerzahl von 1638. Davon bezeichneten sich 1629 als Albaner, einer als Bosniake und acht Personen gaben keine Antwort im Bezug Ihrer Nationalität.

### Religion
2011 bekannten sich von den 1631 Einwohnern 1492 zum Islam und sieben Personen gaben keine Antwort bezüglich ihres Glaubens.

## Massaker von Račak
Das Massaker von Račak fand zwischen dem 15. und 16. Januar 1999 während des Kosovokriegs statt. In dem Massaker wurden mindestens 40 Zivilisten von jugoslawischen Sicherheitskräften erschossen. Die Führung Jugoslawiens hatte die Getöteten zu Angehörigen der paramilitärischen Organisation UÇK erklärt, die von der Polizei bei einer Kampfaktion getötet wurden, mit der die Polizei auf die Ermordung eines Polizisten durch Mitglieder der Gruppe reagiert hat.